# Клуб любителей авиасекса
Mile high club (англ. Клуб любителей авиасекса) — жаргонное выражение для обозначения людей, вступивших в половую связь на борту самолёта во время полёта.
Возможным объяснением желания совершить этот акт является вибрация самолёта. Предполагается, что у людей, которые совершают этот акт, могли быть сексуальные фантазии о пилотах, стюардессах или других членах экипажа воздушного судна, или фетиш к самим самолётам как вид механофилии. Для других привлекательность вступления в «клуб любителей авиасекса» заключается в том, что они испытывают пикантные ощущения от совершения чего-то запретного, в том, что их могут обнаружить, а также в том, что просто вступают в половую связь высоко над землёй.

## История
Первое упоминание об этой концепции можно найти в книге ставок лондонского клуба джентльменов «Brook’s». Запись от 1785 года (всего через два года после первого успешного подъёма братьев Монгольфье на воздушном шаре) гласит: «Лорд Чамли отдал две гинеи Графу Смиту-Стэнли, чтобы получать 500 фунтов стерлингов всякий раз, когда его графство трахает женщину на воздушном шаре в тысяче ярдов от Земли». Не было никаких упоминаний о выплате ставки.
Во время Первой мировой войны немецкий ас Освальд Бельке был наказан начальством за то, что занялся сексом с медсестрой в кабине своего истребителя, якобы став первым человеком, получившим право стать «членом клуба» (хотя это утверждение сомнительно, учитывая тесноту кабины и необходимость постоянно держать руки на ручке управления и ноги на педалях. Другие утверждают, что это была простая увеселительная поездка).
Лоуренс Сперри и Дороти Райс Симс считаются первыми людьми, которые занялись сексом во время полёта в самолёте: в ноябре 1916 года они вдвоём совершили полёт на Curtiss Flying Boat, оснащённой автопилотом, недалеко от Нью-Йорка.
Национальный совет по безопасности на транспорте в США сообщил об инциденте 1991 года со смертельным исходом, в котором сексуальная активность, по крайней мере частично, была причиной крушения самолёта Piper PA-34.
В ноябре 2007 года Би-би-си опубликовала материал под заголовком «Авиакомпания запрещает клуб любителей авиасекса». Airbus A380 допускает установку двуспальных кроватей в салоне первого класса, хотя каюты Singapore Airlines не звуконепроницаемые. Вскоре после установки новых кроватей авиакомпания потребовала, чтобы пассажиры первого класса уважали других пассажиров.

## Известные случаи
В средствах массовой информации сообщалось о некоторых случаях, когда люди пытались вступить в половую связь в самолётах:
- Ричард Брэнсон, британский предприниматель-миллиардер и владелец Virgin Group, утверждал, что вступил в «клуб любителей ависекса» в возрасте 19 лет (около 1969 года). Впоследствии он узнал, что его секс-партнёр была замужем. У них не было никаких отношений, кроме секса в самолёте[12].

- В октябре 1999 года два пассажира на рейсе American Airlines по маршруту «Даллас-Манчестер» были арестованы за «сексуальные действия» на глазах у других пассажиров в салоне бизнес-класса[13]. Оба потеряли работу после бурной реакции прессы на инцидент[14].

- В феврале 2007 года датский соучредитель приложения Skype Янус Фриис, летевший рейсом Virgin на церемонию вручения премии "Оскар", открыто занимался сексом с Кристиной Кнудсен, падчерицей Роджера Мура[15].

## Чартерные рейсы
Некоторые коммерческие предприятия предлагают специальные чартерные рейсы для возможности «вступления в клуб».